# Тимьян киргизский
Тимьян киргизский (лат. Thymus kirgisorum) — вид растений рода Тимьян (Thymus) семейства Яснотковые (Lamiaceae).

## Ботаническое описание
Низкий полукустарничек, до 20 см высотой. Листья продолговатые, узкие, около 0,4 см шириной, почти сидячие, супротивно расположенные. Цветки мелкие, собраны в головчатые соцветия на верхушках генеративных побегов. Чашечка цветка мелкая, колокольчатой формы, ясно двугубая, с короткой трубкой и 5-ю неравными по длине зубчиками. Венчик бледно-фиолетовый, с выемчатой на верхушке верхней губой и трёхлопастной нижней. Плоды мелкие, черные, шаровидные.
Период цветения с июля по август. Плоды созревают в июле—сентябре.

## Распространение
Растет в сухих степях и степных долинах, на меловых и известняковых обнажениях, нередок на супесчаных почвах. Область распространения — западная часть степной и пустынной зон — от Прикаспия до пустынь Бетпак-Далы и Северного Устюрта.

## Хозяйственное значение и применение
Содержит эфирное масло. Лекарственное растение.

## Синонимика
- Thymus brachyodon Borbás (1890)
- Thymus cosacorum Klokov (1973)
- Thymus creticola (Klokov & Des.-Shost.) Stankov (1949)
- Thymus eltonicus Klokov & Des.-Shost. (1932)
- Thymus kasakstanicus Klokov & Des.-Shost. (1932)
- Thymus kirgisorum subsp. creticola Klokov & Des.-Shost. (1932)
- Thymus lanulosus Klokov & Des.-Shost. (1936)
- Thymus pallasianus subsp. brachyodon (Borbás) Jalas (1971)